# Reichsnährstands-Ausstellung 1939
Die 5. Reichsnährstands-Ausstellung fand vom 4. bis 11. Juni 1939 in Leipzig statt. Die vom Reichsnährstand organisierte Veranstaltung war die letzte und zugleich größte dieser Art nach Erfurt (1934), Hamburg (1935), Frankfurt am Main (1936) und München (1937).

## Geschichte und Durchführung

Plakat- und Katalogmotiv zur Ausstellung von Ludwig Hohlwein

Plan des Ausstellungsgeländes (nicht genordet)

Seit 1934 veranstaltete der Reichsnährstand große Ausstellungen, um die Agrarwirtschaft und -politik des Deutschen Reiches sowie die Blut-und-Boden-Ideologie publikumswirksam zu präsentieren. Es sollte für landwirtschaftliche Berufe geworben werden, zudem sollte Deutschland auf eine hohe Selbstversorgung vorbereitet werden. Kriegsbedingt war die Schau in Leipzig die fünfte und letzte in dieser Reihe, die sechste sollte ursprünglich 1940 in Wien stattfinden.
Die Stadt Leipzig stellte zu diesem Zweck den Veranstaltern im Südwesten der Stadt den Volkspark Kleinzschocher mit dem angrenzenden Küchenholz zur Verfügung. Auf insgesamt etwa 500.000 Quadratmetern Fläche entstanden auf knapp 185.000 Quadratmetern zahlreiche Ausstellungsbauten. Zu den größten zählten u. a. das Haus des Reichsnährstandes mit zehn Sonderschauen, das Haus der Fütterung, das Haus der Düngung, das Haus der Pflanzenzucht sowie das Haus der Milch/Molkereikosthalle. Zur Eröffnungsfeier am 4. Juni in der Ehrenhalle des Reichsnährstandhauses sprachen der Leipziger Oberbürgermeister Rudolf Haake, der sächsische NSDAP-Gauleiter Martin Mutschmann sowie der NS-Argrarpolitiker und Reichsbauernführer Walther Darré.
Neben 3.000 der besten deutschen Zuchttiere wurden etwa 10.000 verschiedene Landwirtschaftsmaschinen ausgestellt, für Schulungszwecke gab es mehrere Lehrschauen. Insgesamt besuchten 752.000 Besucher die Ausstellung.